# Resistentie bij planten
Een plant kan resistent zijn tegen aantasting door schimmels, bacteriën, virussen, mycoplasma ’s, nematoden, insecten en mijten, de zogenaamde biotische factoren, waardoor deze geen of minder schade lijdt. De plant wordt hier meestal aangeduid als waardplant. In het algemeen zijn planten resistent tegen zeer veel ziekteverwekkers en alleen vatbaar voor een beperkt aantal ziekteverwekkers. Door planten in monocultuur te telen kunnen ziekteverwekkers zich sneller verspreiden en aanpassen en zal meer aantasting optreden. Met plantenveredeling wordt geprobeerd resistente rassen te maken en de aanpassing van de ziekteverwekker voor te blijven. Wat bijvoorbeeld bij Phytopthora en aardappelmoeheid bij de aardappel maar slecht lukt.
Bij resistentie kan onderscheid gemaakt worden in schijnresistentie en echte resistentie:
| Schijnresistentie | Ontsnappingsresistentie        | Hierbij loopt de levenscyclus van de ziekteverwekker (pathogeen) niet synchroon met de waardplant of het micro-klimaat is door teeltmaatregelen niet geschikt. Door te zorgen voor een droog gewas kunnen bijvoorbeeld schimmelsporen, zoals die van schurft, niet op het blad kiemen. |
| Schijnresistentie | Buitensluitingsresistentie     | De ziekteverwekker kan de plant niet binnendringen, doordat de plaats van binnendringing gesloten is. Bijvoorbeeld door gesloten huidmondjes of een gesloten bloei. |
| Schijnresistentie | Vectorresistentie              | Er zijn virussen die alleen overgedragen kunnen worden door een ander organisme zoals een bladluis. Als de plant resistent is tegen deze bladluis kan het virus de plant niet binnendringen.                                                                                           |
| Schijnresistentie | Onderstamresistentie           | Door resistentie van de onderstam kan de ziekte de hierop geënte plant niet binnendringen. Bijvoorbeeld resistentie tegen verwelkingsziekte. |
| Schijnresistentie | Herstelvermogen                | Door een snelle groei kan de plant weer herstellen van een aantasting. |
| Echte resistentie | Passieve resistentie           | De resistentie is al aanwezig. |
| Echte resistentie | Actieve resistentie            | Zodra de ziekteverwekker in contact komt met de plant, wordt resistentie opgeroepen door o.a. de vorming van fytoalexinen, gomvorming, vorming van tylosen (bijvoorbeeld: iepziekte) of een overgevoeligheidsreactie. Zo vormt de boon phaseoline en de sojaboon hydroxy-phaseoline.   |
| Echte resistentie | Overgevoeligheids- resistentie | Bij overgevoeligheidsresistentie sterven de cellen rond de infectieplaats af, waardoor de ziekteverwekker zich niet kan verspreiden. Een voorbeeld hiervan is zwarte roest bij tarwe.                                                                                                  |

## Gen-om-gen relatie
De resistentie berust bij een gen-om-gen relatie op één gen, zoals bij de Bremia schimmel in sla. In deze gevallen wordt gesproken van schimmelfysio 's. Een ras is alleen resistent tegen een bepaald fysio of door stapeling van resistentiegenen tegen een reeks van verschillende fysio 's. Deze vorm van resistentie is meestal niet stabiel en wordt door de ziekteverwekker vaak snel doorbroken.

## Resistentie tegen abiotische factoren
Een plant kan resistentie (tolerantie) hebben tegen:
- Droogte. Voorbeelden hiervan zijn woestijnplanten, zoals cactussen, maar ook bij de aardappel komen rassen voor die vrij goed tegen een droogteperiode kunnen.
- Hitte. Voorbeelden hiervan zijn ook de woestijnplanten.
- Koude. De plant kan bij een lagere temperatuur nog groeien en/of is winterhard (wintervast). Een voorbeeld is maïs, een oorspronkelijk tropische plant, waarbij rassen veredeld zijn, die bij de relatief lage temperatuur in het voorjaar in Nederland kunnen groeien.
- Wateroverlast. De wilg kan tegen een periode, waarin ze in het water staan, zoals bij overstroomde uiterwaarden.
- Zuurgraad van de grond. Waarbij een plant op een zuurdere grond kan groeien (zoals moerasplanten en vleesetende planten)